# Llac Văcărești
El llac Văcărești és un llac situat al sud de Bucarest, sector 4. El llac té una superfície de 140,5 hectàrees. Ara forma part del parc natural Văcărești, una zona natural protegida. En aquesta zona hi viuen més de 100 espècies d’ocells i animals salvatges. La zona rep el sobrenom de Delta del Bucarest.
El llac es va formar a partir d'una antiga bifurcació del riu Dâmbovița i anteriorment es coneixia com a Balta Văcărești. El 5 de juny de 2014, la zona del llac Văcărești va ser declarada zona protegida i va ser nomenada Parc Natural Văcărești pel Govern de Romania.